# Цахкадзорская канатная дорога
Канатная дорога Цахкадзора — круглогодичный кресельный подъёмник в курортном городе Цахкадзор Котайкской области Армении, который является центром туризма и горнолыжного спорта. Канатная дорога расположена на восточном склоне горы Тегенис, на высотах 1966—2819 метров над уровнем моря.

## История
Канатная дорога работает в Цахкадзоре с 1967 года. В 2004—2007 годах швейцарско-итальянская компания LEITNER полностью заменила канатную дорогу на новую, современную канатную дорогу, оснащённую высококачественным оборудованием, обеспечивающим активный и безопасный отдых для туристов и любителей горнолыжного отдыха. Состоит из 5 станций и горнолыжных трасс протяжённостью около 30 км.

### Станции
| Станция     | Длина:      | Пропускная способность (чел./час) |
| ----------- | ----------- | --------------------------------- |
| 1-я станция | 1137 метров | 1200 человек                      |
| 2-я станция | 1458 метров | 800 человек                       |
| 3-я станция | 1624 метра  | 800 человек                       |
| 4-я станция | 926 метров  | 800 человек                       |

### Технические данные 2-й станции
- Длина: 1,4 км
- Продолжительность: 19 минут и 7 секунд
- Средняя скорость: 4,4 км/ч
- Минимальная высота: 1961 м.
- Максимальная высота: 2234 м
- Общая высота: 276 м
- Общий спуск: 20 м

## Галерея

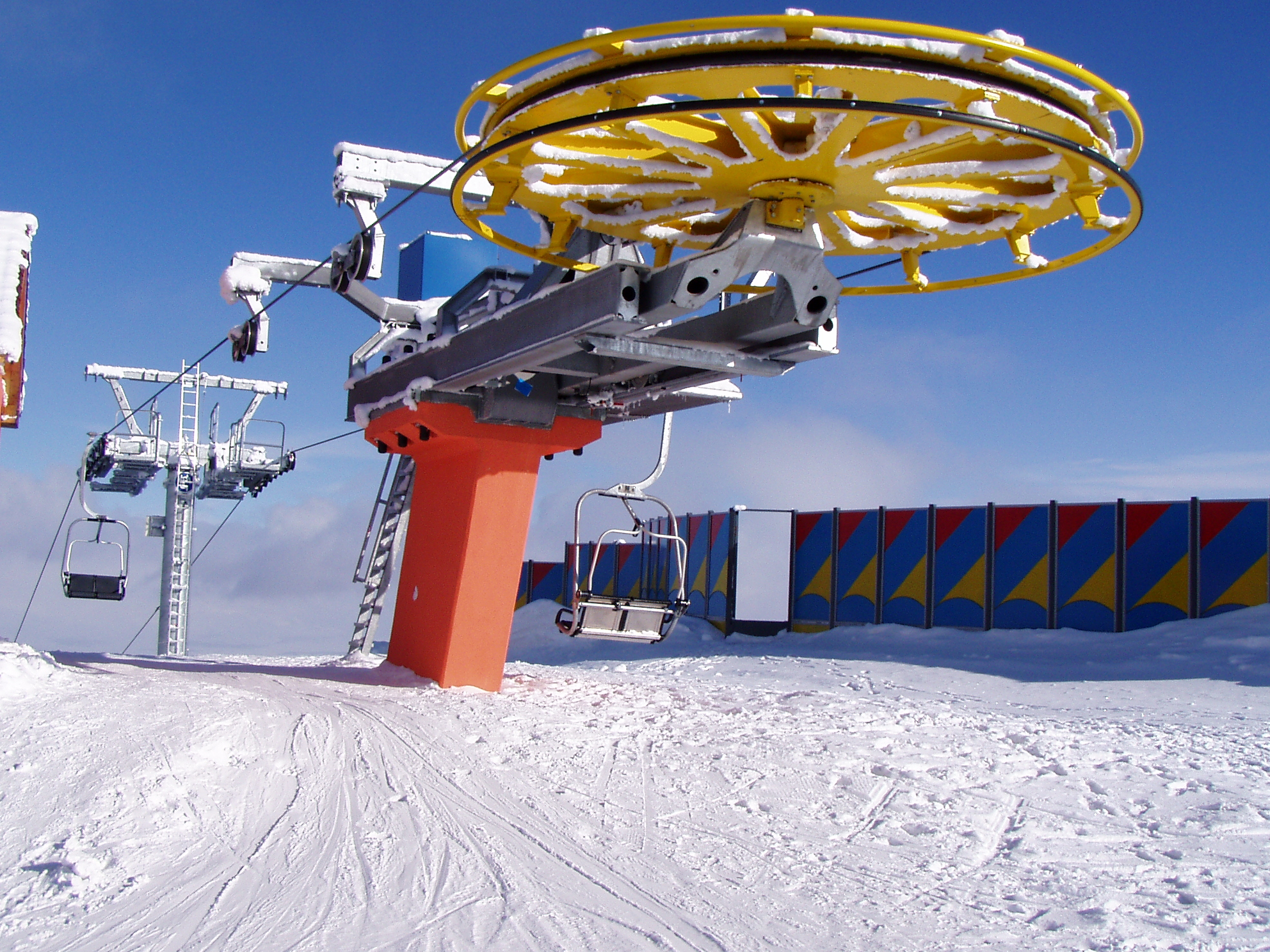
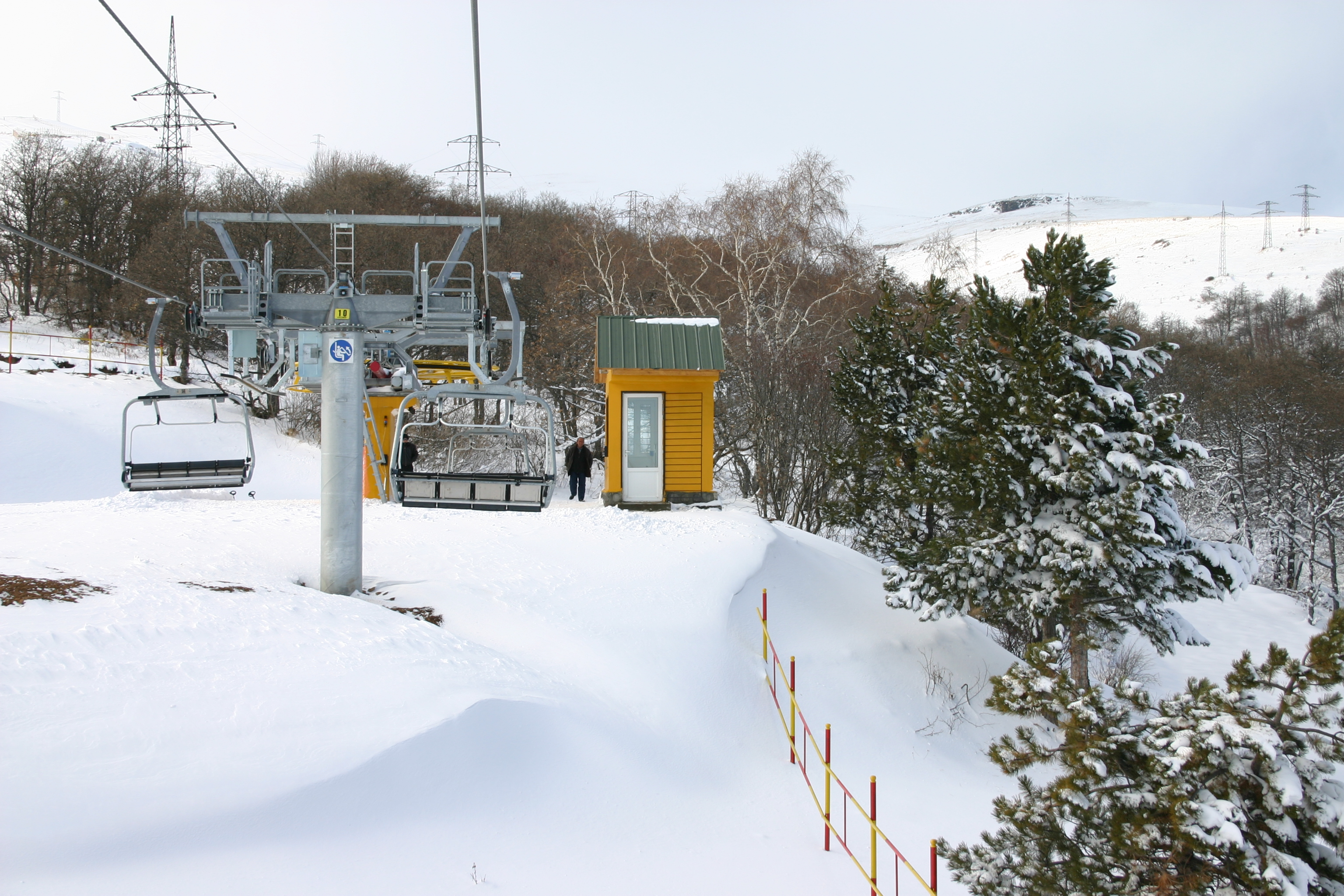
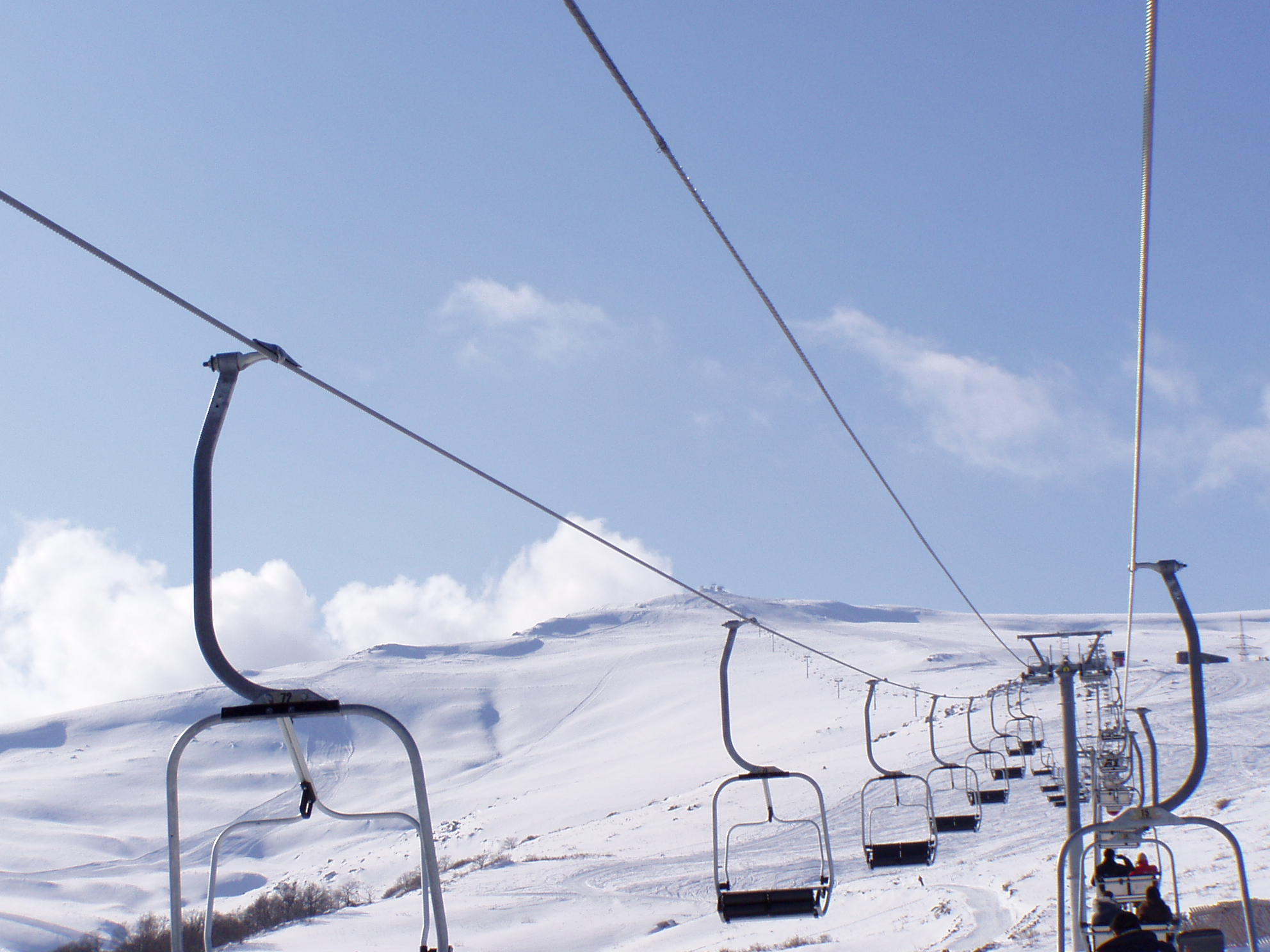
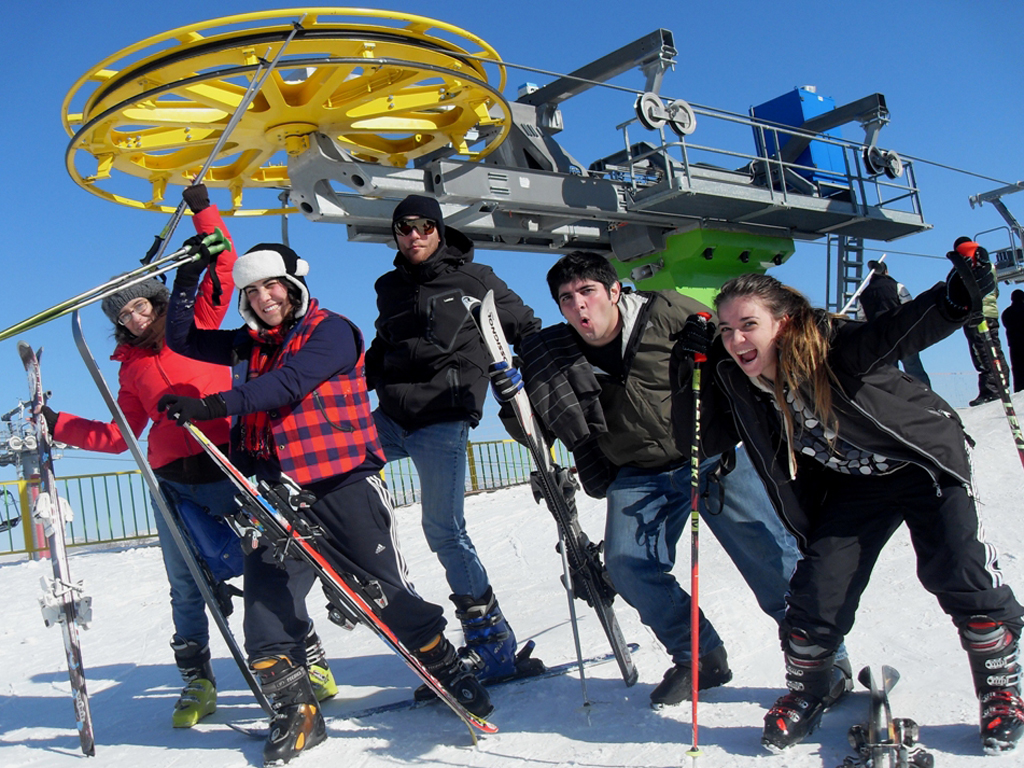
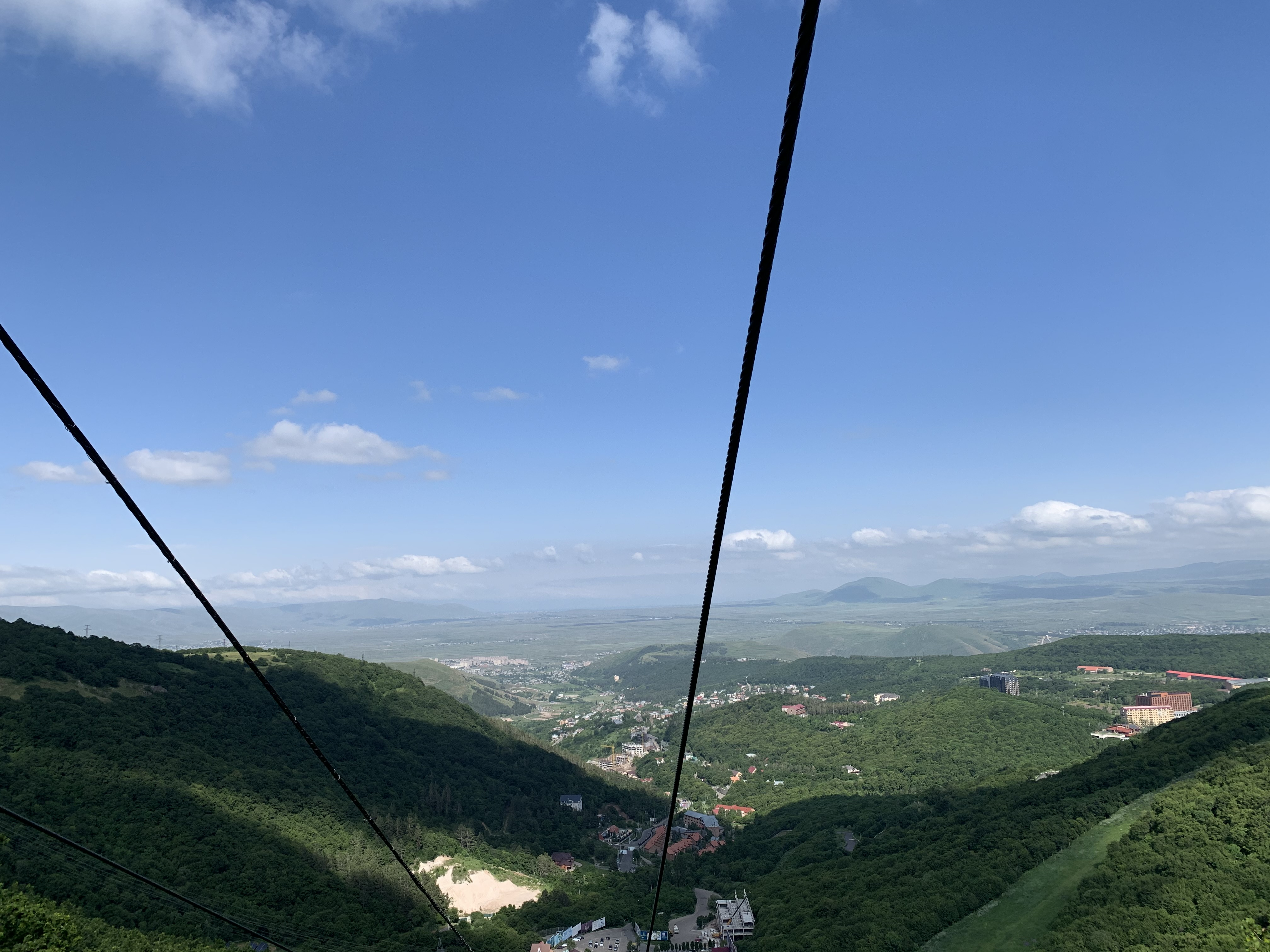
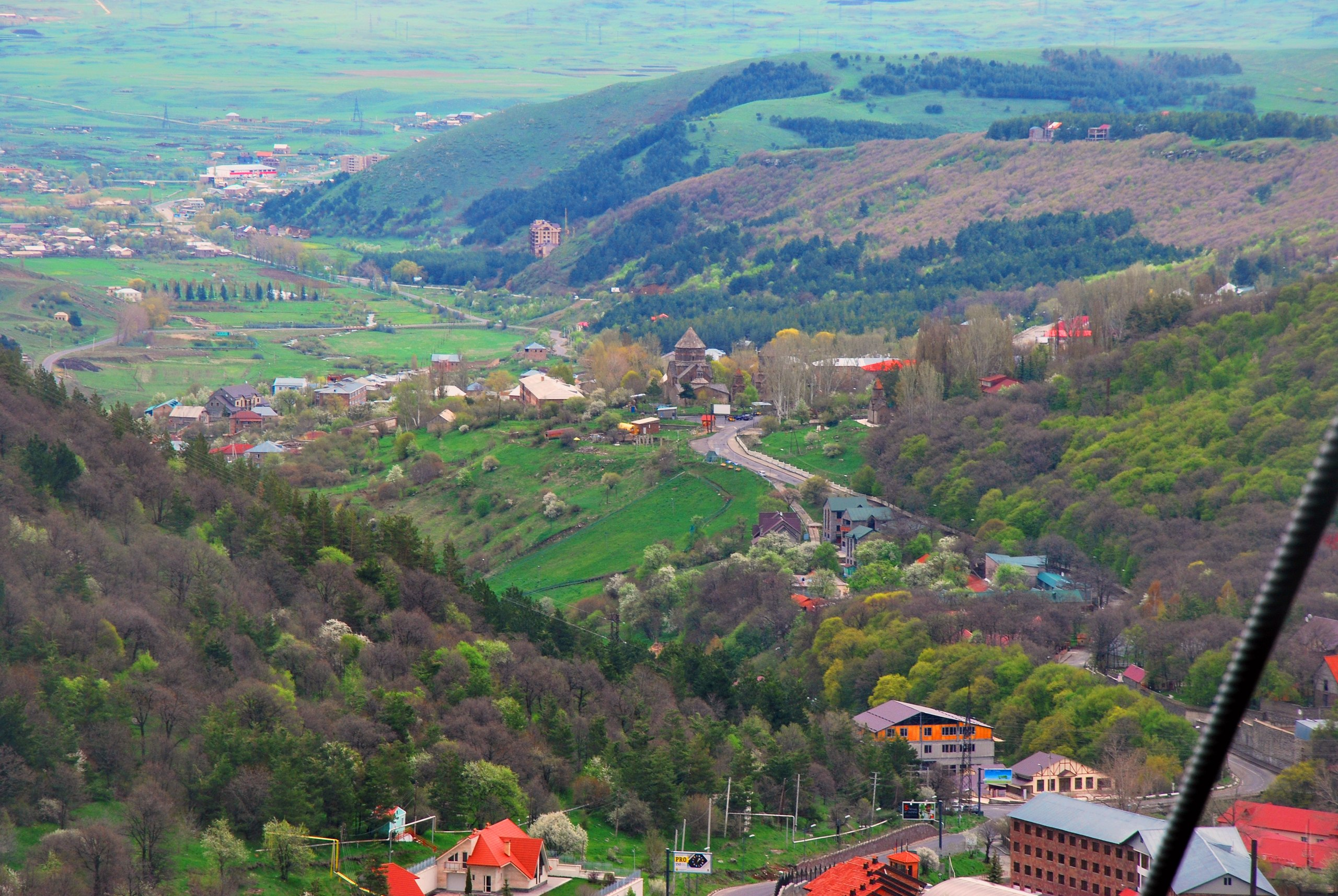
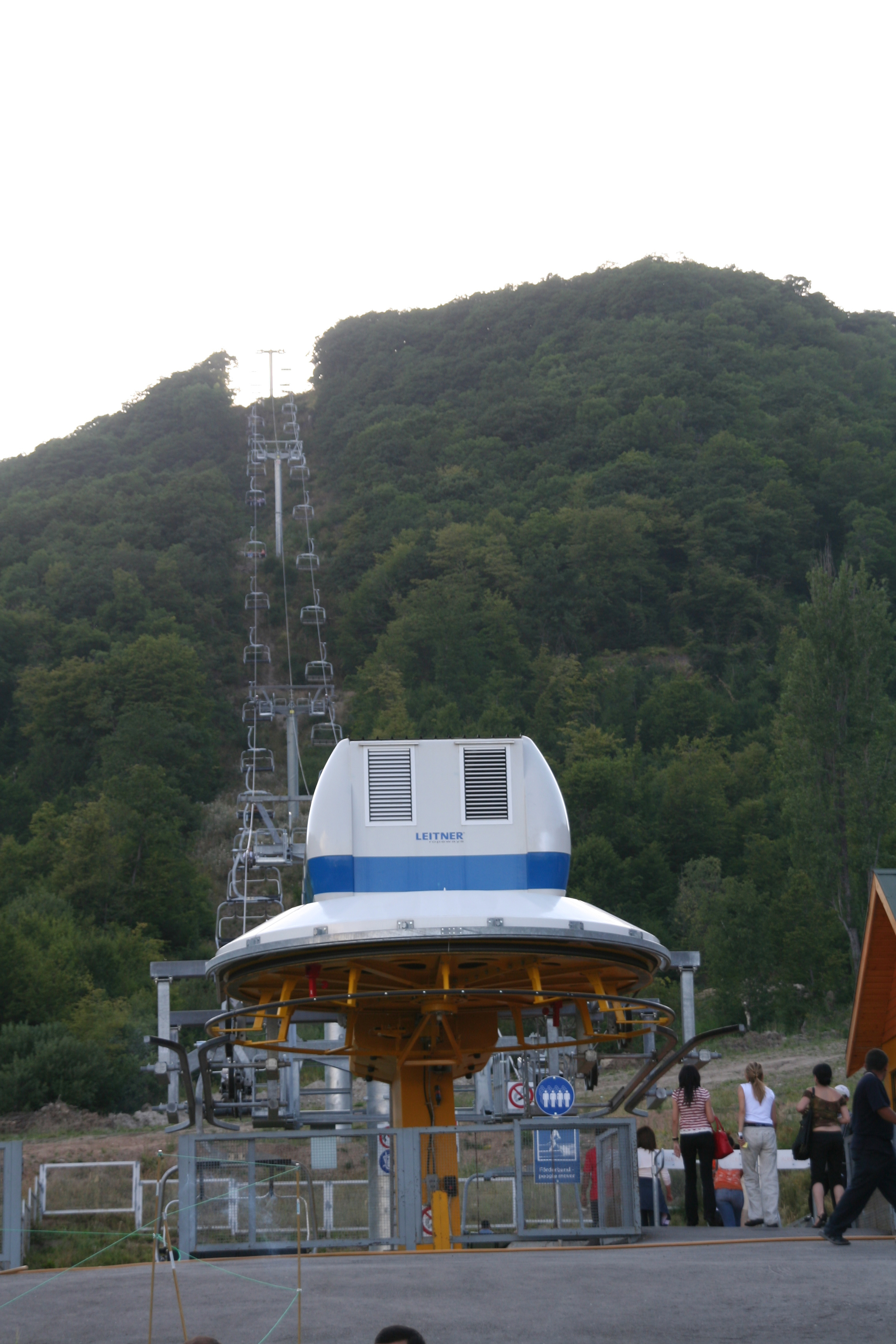
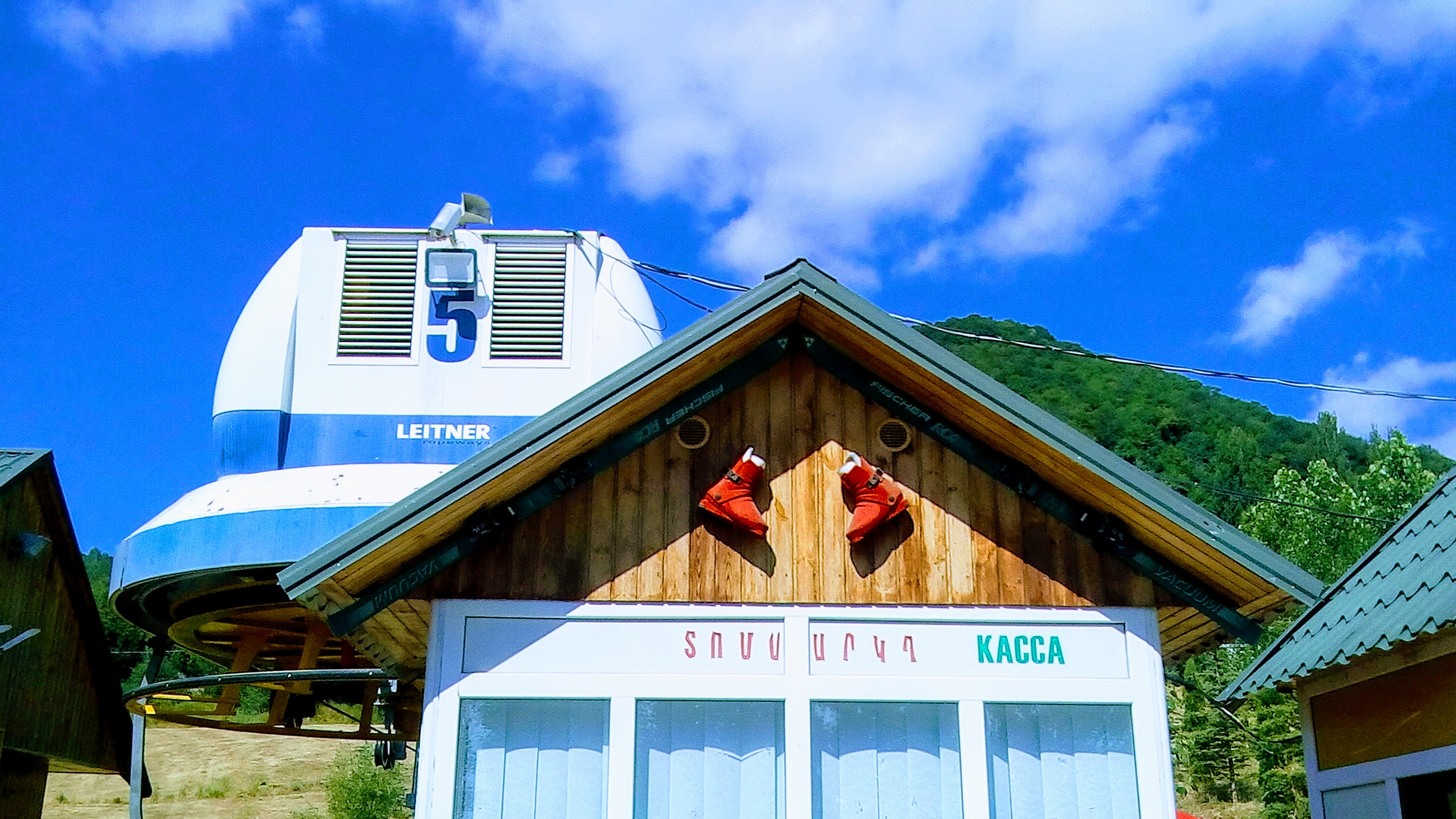
Кассы